# Łysonie
Łysonie (niem. Lyssuhnen, 1938–1945 Lissuhnen) – wieś w Polsce położona w województwie warmińsko-mazurskim, w powiecie piskim, w gminie Pisz.
W latach 1975–1998 miejscowość administracyjnie należała do województwa suwalskiego.